# Honda Prelude
Honda Prelude är en bilmodell tillverkad av den japanska fordons- och motortillverkaren Honda. Modellen introducerades den 24 november 1978 och tillverkades till 2001 i totalt 5 generationer. Det är en coupémodell av amerikanskt snitt som från början var liten i storleken men växte något med generationsbytena. Den första baserades på den innevarande första generationen av Honda Accord som bland annat fick låna ut motor, bromssystem och de individuella hjulupphängningarna med fjäderben runt om som placerades i ett nykonstruerat sportigare chassi vars hjulbas var 60 mm kortare än hos samtida Accord. Släktskapet syns visuellt tydligare i andra generationen, som i sin tur lånade ut frontens design med uppfällbara strålkastare av pop up-typ till USA-utförandet av samtida Accord. Tekniskt var det i regel Prelude som erbjöd den mest avancerade tekniken och med tredje generationen erbjöds också ett system för automatisk styrning av bakhjulen kallat 4WS, som underlättar fickparkering och förbättrar spårhållningen i högre farter. Den sista modellen fick ett mycket påkostat chassi med individuell hjulupphängning med dubbla tvärlänkar.
Prelude användes vid starten av Honda för att introducera den japanska återförsäljarkedjan Honda Verno och modellserien började kort därefter även marknadsföras internationellt. Prelude var riktad mot att konkurrera med bland andra japanska coupé-modeller som Toyota Celica, Nissan Silvia och Mitsubishi Eclipse. När Prelude-serien lades ner 2001 ersattes den av Honda Integra DC5, som var avsedd att ersätta båda modellserierna Integra och Prelude med en gemensam modellserie.
Namnet Prelude (av latinets "preludium", inledning) hade registrerats som varumärke av biltillverkaren Toyota som dock välvilligt överlät det till Honda. Prelude blev den första bilmodellen från Honda i en serie av bilar med namn som syftade på musikaliska termer. Den följdes av Quintet (kallad Quint på vissa marknader, också den baserad på teknik från Accord-serien), Concerto och Ballade. Storleksmässigt placerar sig modellen mellan Honda Accord Coupé och Honda Legend Coupé.  